# Allopachria kodadai
Allopachria kodadai är en skalbaggsart som beskrevs av Wewalka 2000. Allopachria kodadai ingår i släktet Allopachria och familjen dykare. Inga underarter finns listade i Catalogue of Life.